# 직접 민주제

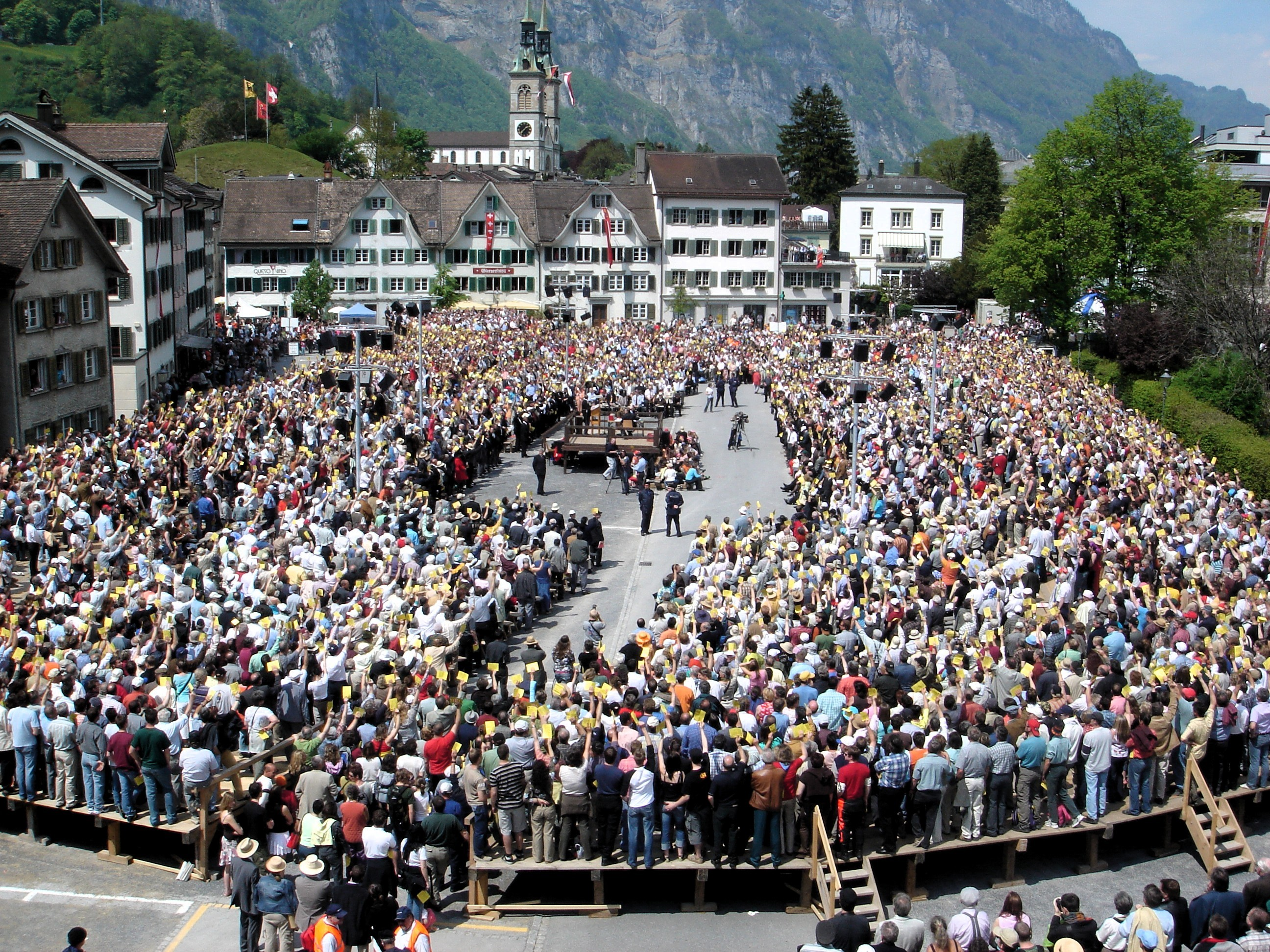

직접 민주제(直接民主制, 영어: direct democracy, pure democracy)는 대표자 없이 구성원 전체가 직접 정치에 참여하여 의사결정을 하는 민주주의 제도이다. 대표자를 선출하는 간접 민주제와 대비되는 개념이다. 과거 고대 그리스 아테네에서 시민권을 가진 남자들의 민회에서 토의와 다수결 원칙 아래 정치적 결정에 직접 권한들을 행사할 수 있으면서 동시에 추첨제 제도를 통해 모든 시민들이 행정관, 배심원, 재판관의 역할을 부여받을 수 있는 정부형태로 실시되었다. 즉, 고대 아테네에서도 대표제, 대의제도를 운영하였으나 그것이 특정 세력이나 직업군에 국한되지 않고 모든 시민들이 제비뽑기 방식을 통해 통치자가 될 수 있는 기회를 동등하게 보장받았다는 점에서 직접민주주의로 분류되고 있다. 현대에는 이 제도를 그대로 채용하는 국가가 거의 없으며, 직접 민주제를 채용하는 국가로는 스위스가 대표적이다.

## 직접 민주제적 요소
직접 민주제는 대의제의 문제점을 보완하기 위해 도입된 것이다. 직접 민주제적 요소로는 국민 투표 제도, 국민 발안 제도, 국민 소환 제도가 있다. 대한민국은 국민 투표 제도를 채택하여, 국가 안위에 관한 중요 정책을 국민투표로 결정하도록 하고 있다. 또한 대한민국에서는 주민 소환제도 시행하고 있다.
2018년 3월 22일 대한민국 정부가 발의한 개헌안에는 국민주권을 강화하는 국민소환제와 국민발안제가 포함됐다. 이 개헌안에 국민발안제를 제안한 취지는 국민의 권한을 확대한 것으로 헌정사상 처음으로 권력의 감시자로서 국민이 직접 법률안을 발의할 수 있도록 하는 규정을 신설하고, 직접민주제 확대를 통해 대의제를 보완하고 민주주의의 발전에 크게 기여하리라 생각 때문이다. 대한민국의 9차 개헌 헌법은 국민발안제도를 인정하지 않고 있다. 헌법 제52조 '법률안 제출권'은 국회의원과 정부에게만 부여돼 있다.
직접 민주제적 요소만으로는 국민의 요구를 정확하게 파악하고 정책을 파악하는데 여전히 한계가 있다. 이를 보안하기 위해 전자 민주주의와 숙의 민주주의 등이 논의되고 있다.

## 판례
- 직접 민주제는 대의제가 안고 있는 문제점과 한계를 극복하기 위하여 예외적으로 도입된 제도라 할 것이므로 법률에 의하여 직접 민주제를 도입하는 경우에는 기본적으로 대의제와 조화를 이루어야 하고, 대의제의 본질적인 요소나 근본적인 취지를 부정하여서는 안된다.[6]

## 같이 보기
- 참여 민주주의
- 권력 의지
- 대의제
- 아나키즘